# Brazil Juniors
Das Brazil Juniors (auch Brazil Junior International genannt) ist im Badminton die offene internationale Meisterschaft von Brasilien für Junioren und damit das bedeutendste internationale Juniorenturnier in Brasilien. Es wurde erstmals 2019 ausgetragen.

## Die Sieger
| Saison    | Herreneinzel      | Dameneinzel       | Herrendoppel                   | Damendoppel               | Mixed                        |
| --------- | ----------------- | ----------------- | ------------------------------ | ------------------------- | ---------------------------- |
| 2019      | Willian Guimarães | Jaqueline Lima    | Rafael Faria Willian Guimarães | Jaqueline Lima Sânia Lima | Willian Guimarães Sânia Lima |
| 2020 2024 | nicht ausgetragen | nicht ausgetragen | nicht ausgetragen              | nicht ausgetragen         | nicht ausgetragen            |